# Huamango
Huamango, förkortning av La Mesa de San Miguel Huamango, är en ort i Mexiko, tillhörande kommunen Acambay de Ruíz Castañeda i den västra delen av delstaten Mexiko, i den centrala delen av landet. Orten hade 121 invånare vid folkräkningen 2010.